# France Skobl
France Skobl, stenograf in politik, * 7. april 1877, Spodnja Polskava, † 10. julij 1964, Stopno.

## Življenje in delo
Po osnovni šoli v rojstnem kraju se je izučil čevljarstva in se zaposlil pri Južni železnici. Po službovanju v raznih krajih je bil leta 1909 nameščen kot tajnik in stenograf v železničarski  socialnodemokratski organizaciji na Dunaju in 1909–14 v Trstu. 
Kot stenograf je bil Skobl najprej pristaš Gabelsbergerjevega sistema, 1903 pa se je oprijel Stolze-Schreyevega in ga predelal za slovenščino. Ta prenos je objavil v strokovni prilogi časopisa Deutscher Stenograph 1910, št. 10–1. V tej smeri je prirejal stenografske tečaje v Trstu in v Ljubljani ter vodil dopisne stenografske tečaje po lastnih skriptih: Enostavna slovenska stenografija. Stenografiral je na vseh važnih konferencah in kongresih delavskih organizacij v Trstu in Ljubljani. 
Po 1. sv. vojni je organiziral Splošno železničarsko organizacijo v Ljubljani, ki je ob ustanovitvi štela 1200 članov, ob veliki stavki, ki so jo podpirali demonstranti na Zaloški aprila 1920, pa že 9000 članov.
V letih od 1922 do 1925 tajnik Društva zasebnih nameščencev in do upokojitve 1934 knjigovodja. Takrat je bil dejaven tudi v citrarskem društvu Vesna v Ljubljani.
Politično se je Skobl udejstvoval kot sourednik sindikalnega lista Železničar in Eisenbahner ter kot odgovorni urednik Glasila zasebnih nameščencev. Leta 1919 se je v socialnodemokratski stranki opredelil za levico in 1920 aktivno sodeloval pri ustanovitvi KPS. Leta 1921 je bil pri občinskih volitvah kljub Obznani izvoljen za župana občine Moste pri Ljubljani. Ker ni hotel priseči kralju, je oblast njegovo izvolitev razveljavila.
Med okupacijo je aktivno deloval kot član OF na področju Ljubljane. Po vojni pa se ni več ukvarjal s politiko.